# Cantharis obscura
Cantharis obscura är en skalbaggsart som beskrevs av Carl von Linné 1758. Cantharis obscura ingår i släktet Cantharis, och familjen flugbaggar. Arten är reproducerande i Sverige men finns även i centrala Europa och Storbritannien.

## Bildgalleri

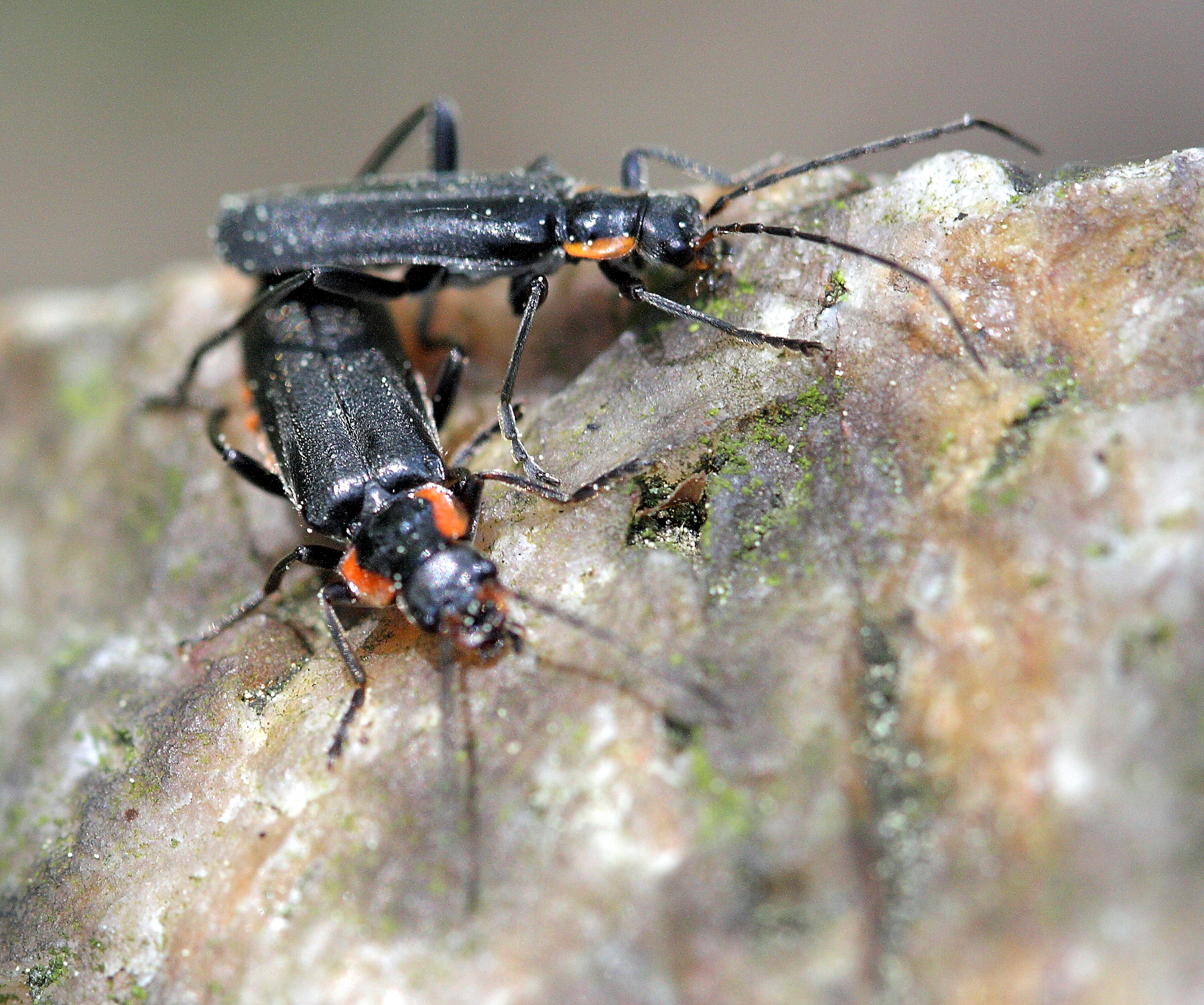
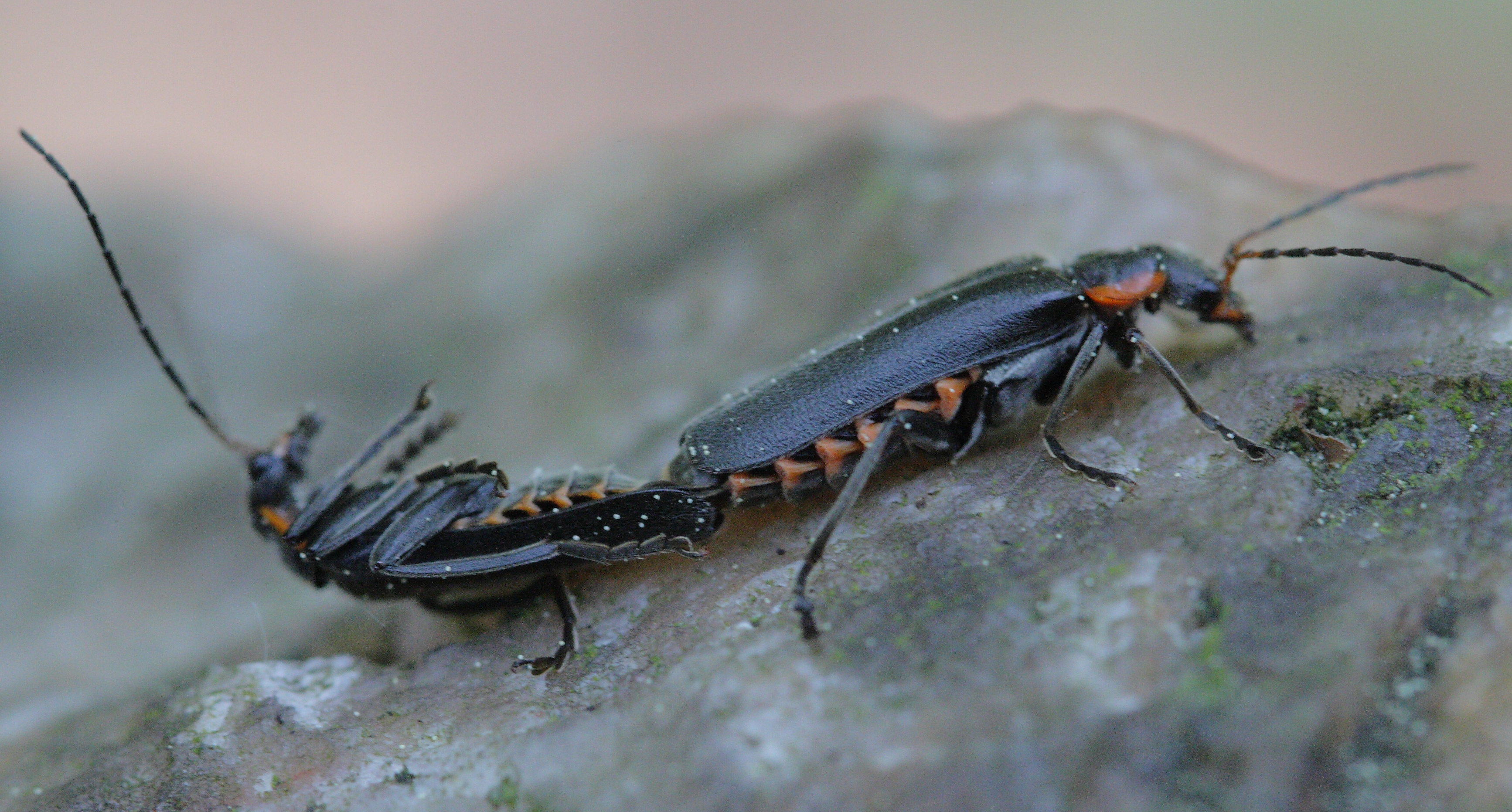
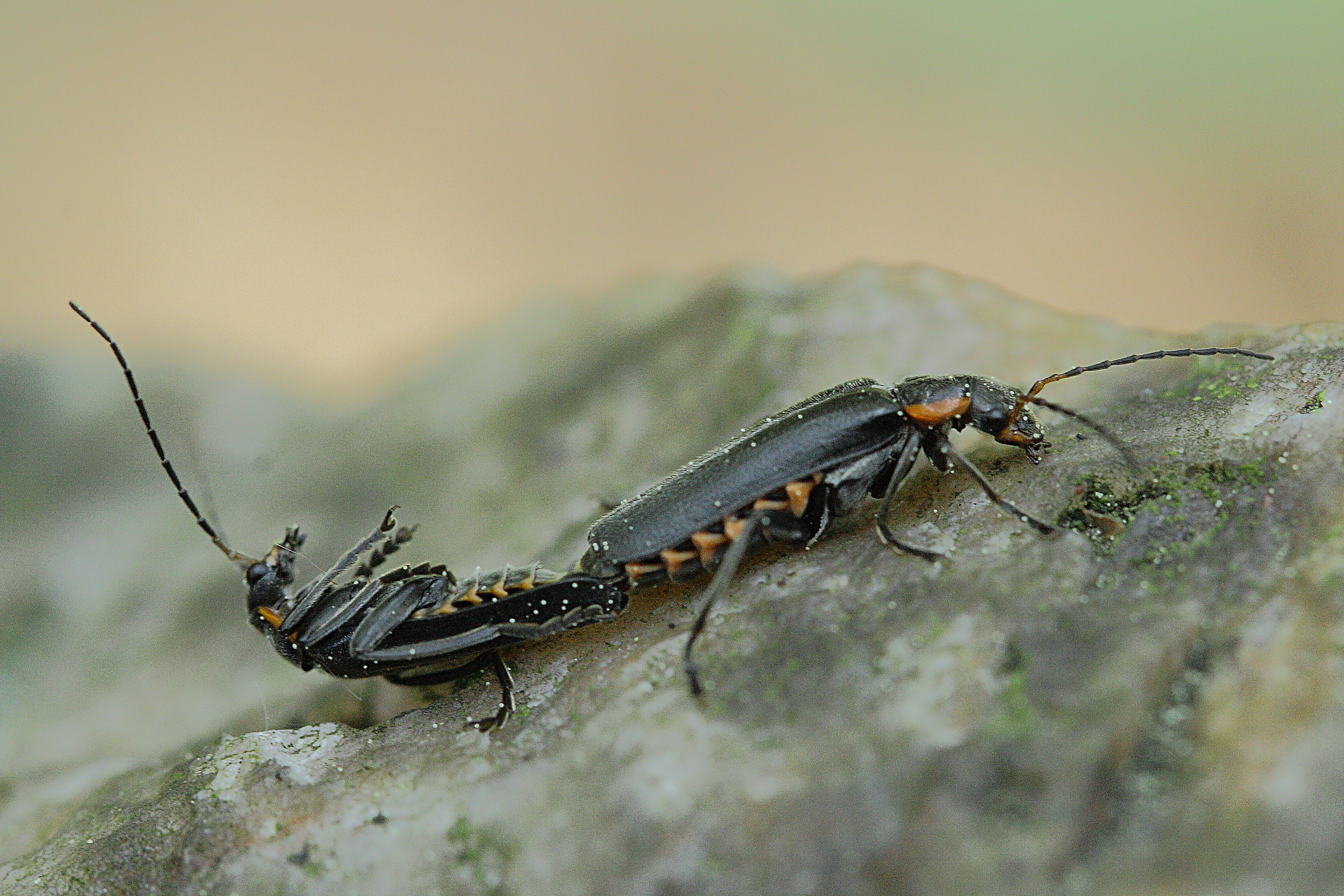